# エンボス

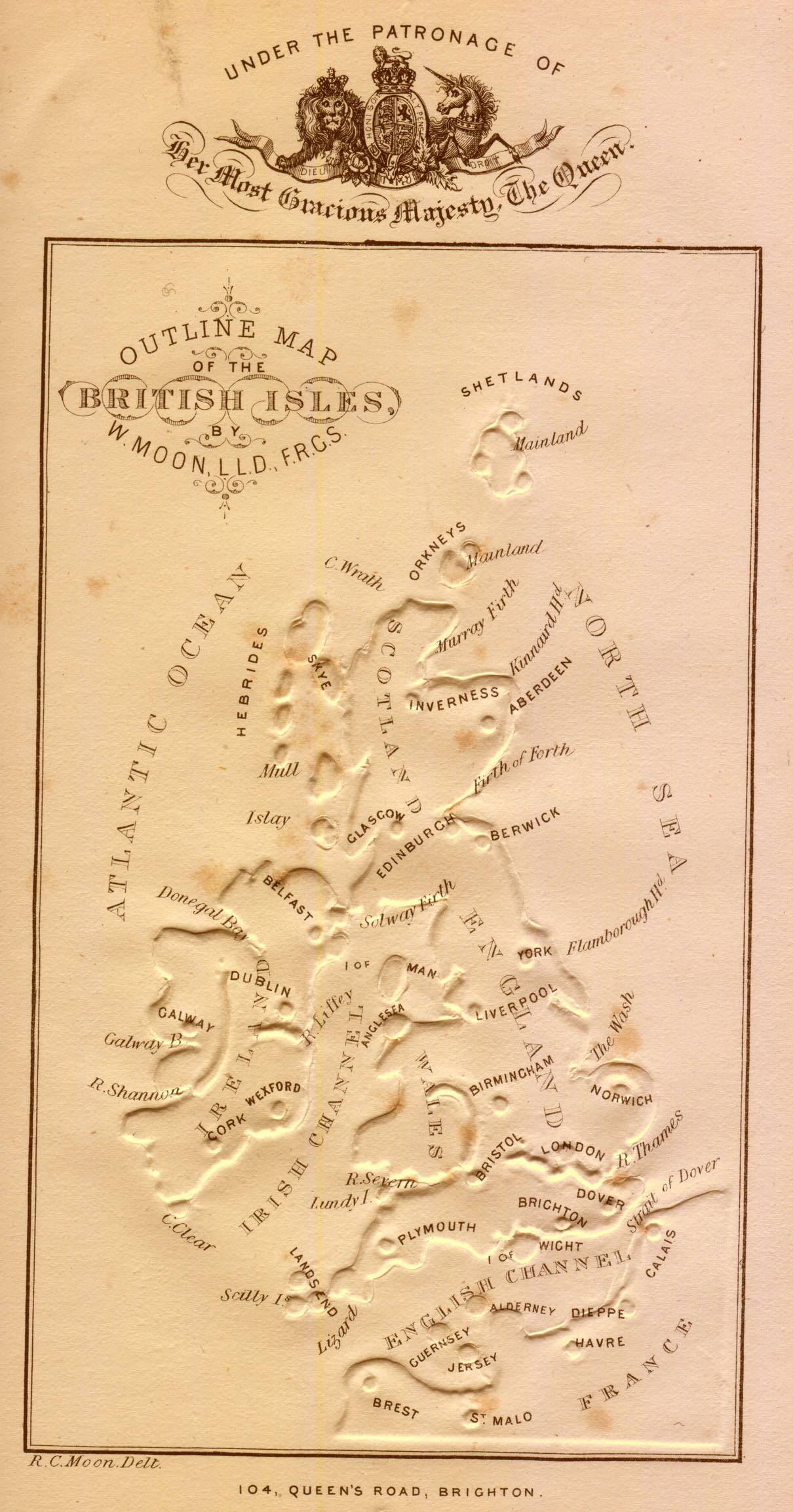

エンボス（英: emboss, embossing）は、金属板、樹脂板、紙などに凹凸を付けて文字や絵柄などを浮き彫りにする加工。特に凸面を付ける加工をエンボス加工、凹面を付ける加工をデボス加工ということもある。
エンボッシング (embossing) ともいう。

## 金属
金属のエンボス加工では金属の素板を凹凸のある金型で加圧することで、素板が金型に押しつけられ凹凸に加工される。金属加工としては自動車のナンバープレートが代表的なものである。

## 樹脂
しゃもじの突起や、クレジットカードやキャッシュカードなどのプラスチックカードにカード番号や有効期限、口座番号、氏名等を表示するのにも使われる（エンボスナンバリング）。クレジットカードでのカード決済時には、専用プリンタ（インプリンタ）を使ってエンボス加工した文字を伝票等に転写する。現在では磁気ストライプやICチップによる処理が一般的となり、エンボス加工を施していないカードも出回るようになった。

## 紙工

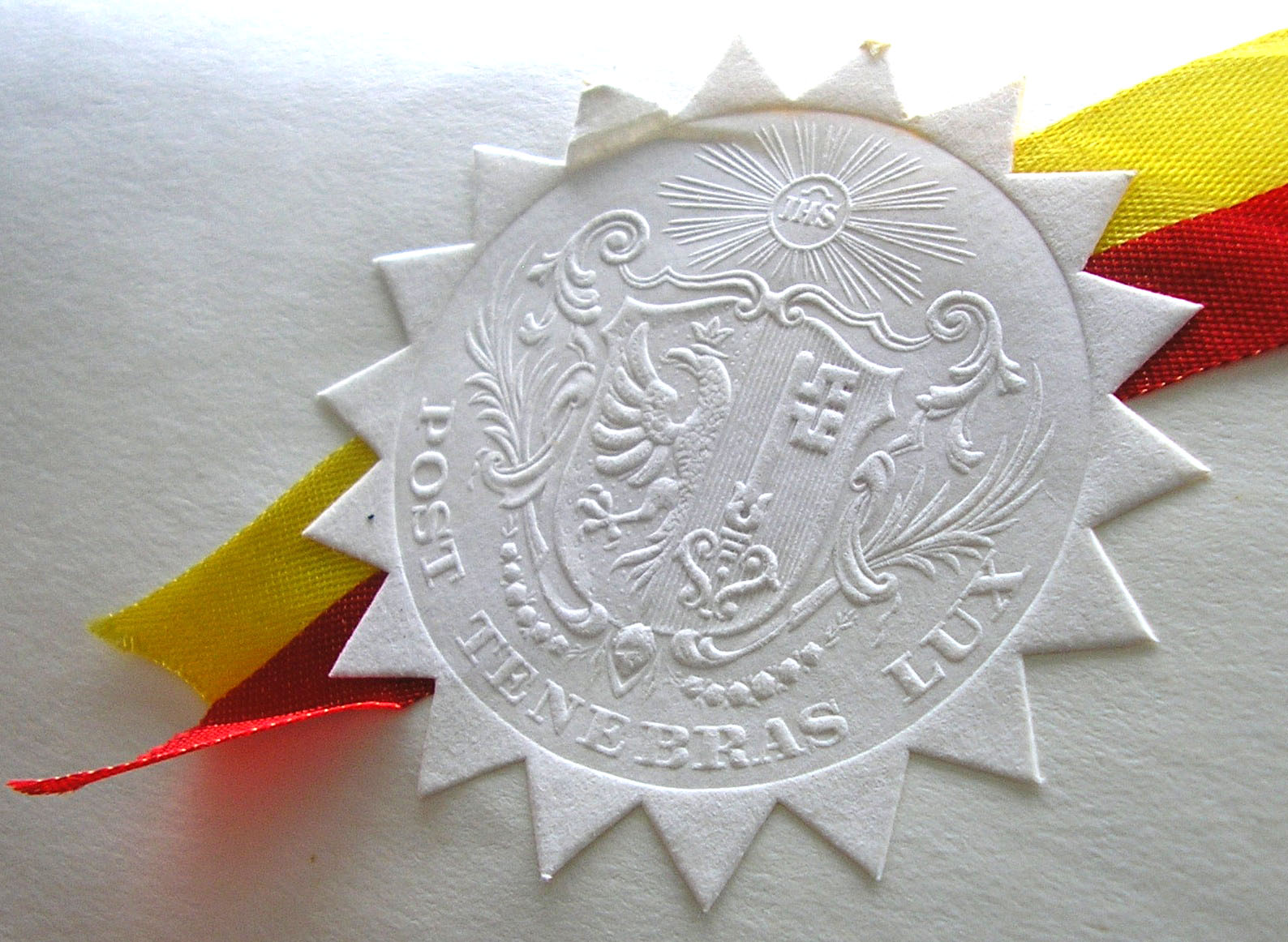
エンボス印で封じられた台紙とリボン

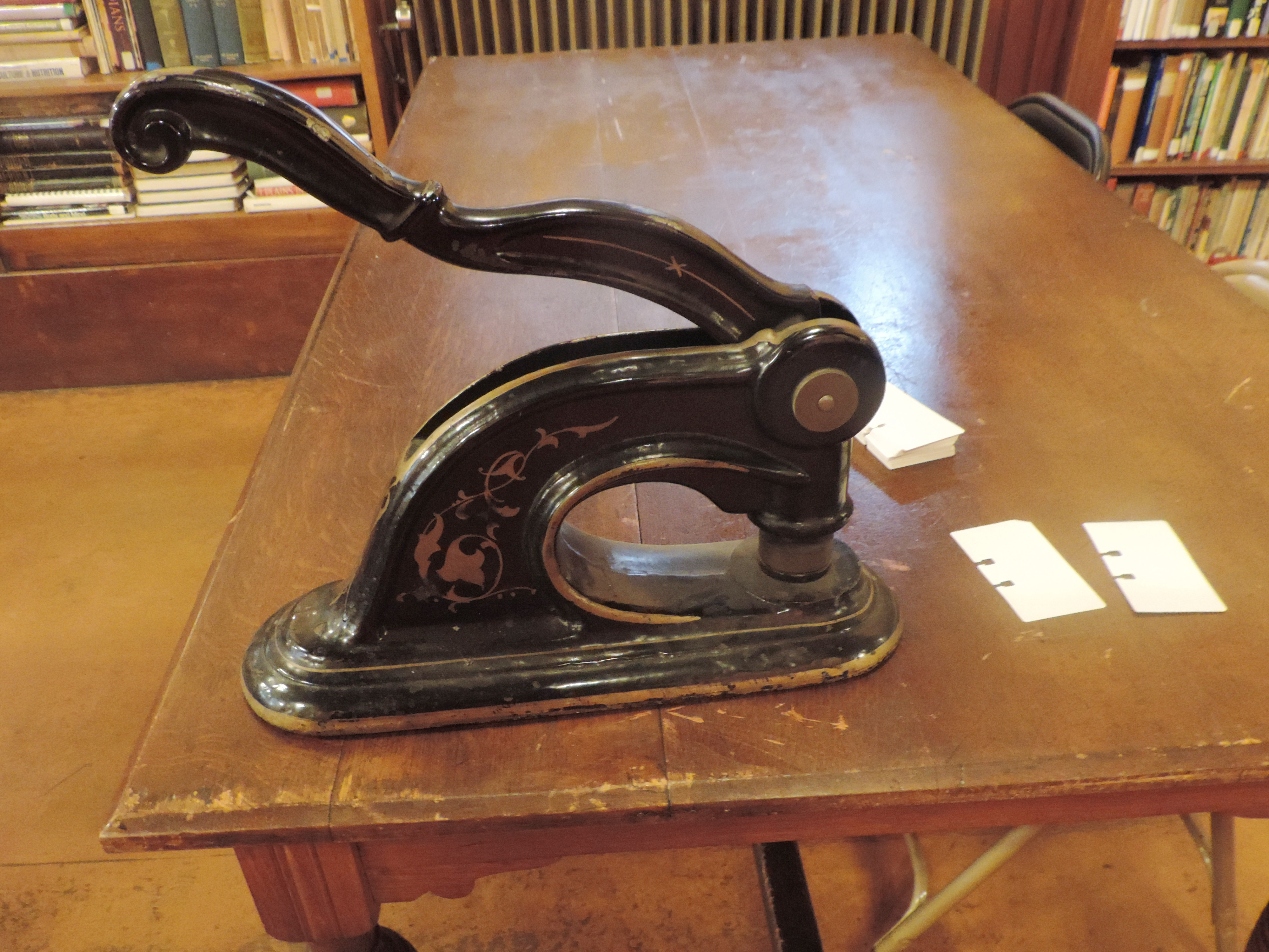
手動型押機

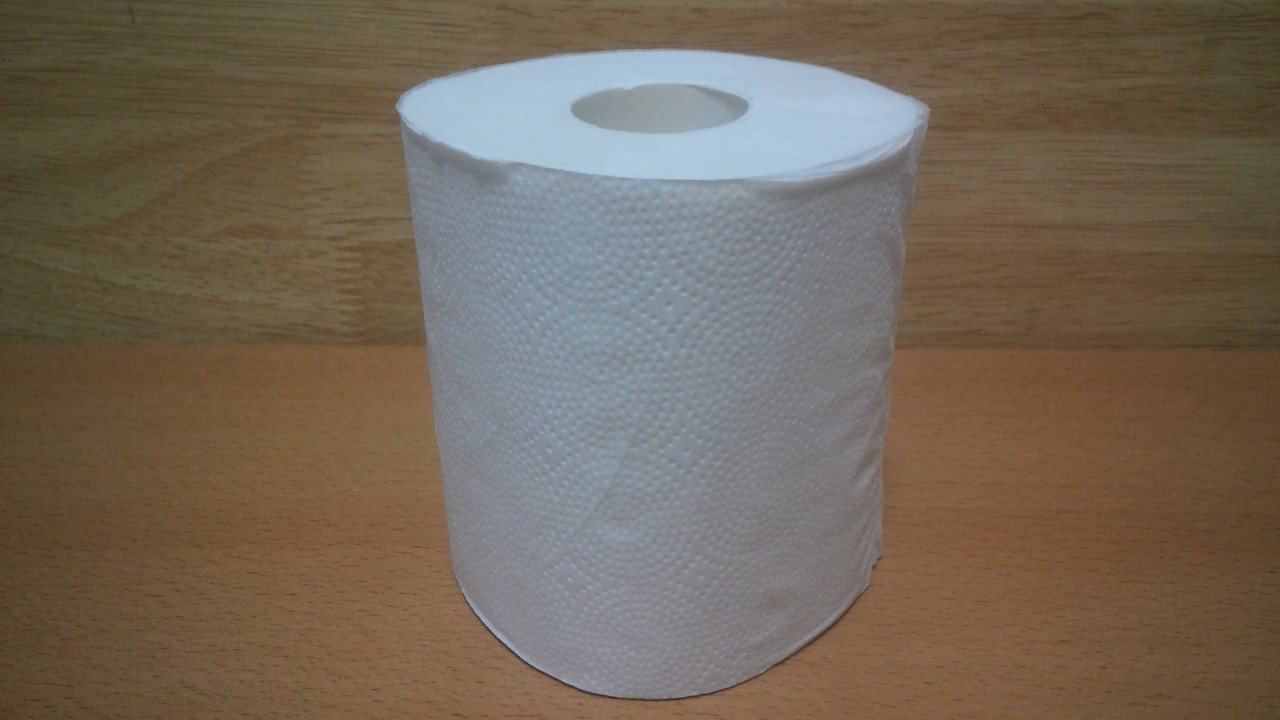
エンボス加工されたトイレットペーパー

印刷加工としては、表面に型押しする加工のうち、模様を凸状に盛り上げる加工をエンボス（浮き出し）、模様を凹状にへこませる加工をデボス（空押し）という。
エンボス加工はクレープ加工とも言う。インクを使わず紙に模様を入れたり、手触りを良くしたり、薄い紙を一枚一枚はがれやすくする効果がある。また書籍の表紙カバーで印刷をしたタイトルやイラストの縁をエンボス加工することで、見た目と手触りとの二重の効果を与えることが出来る。
書類にはエンボス加工を用いてエンボス印（浮き出しプレス印）を押印することがある。エンボス印を押す事務用品をエンボッサーまたはシールプレス、型押機などという。エンボス印を押印した箇所の偽造を困難にするため、身分証明書の写真欄に、貼られた顔写真の上から押印されることもある。
キッチンペーパーやトイレットペーパーでは性能や使用感を向上させるために、製造過程でエンボス加工が施されている。

## 擬似エンボス
特殊な塗料や印刷機（UV印刷機等）を使うことで金属板や樹脂板にエンボス加工の凹凸を擬似的に再現するものを擬似エンボスという。

## 画像のエンボス処理

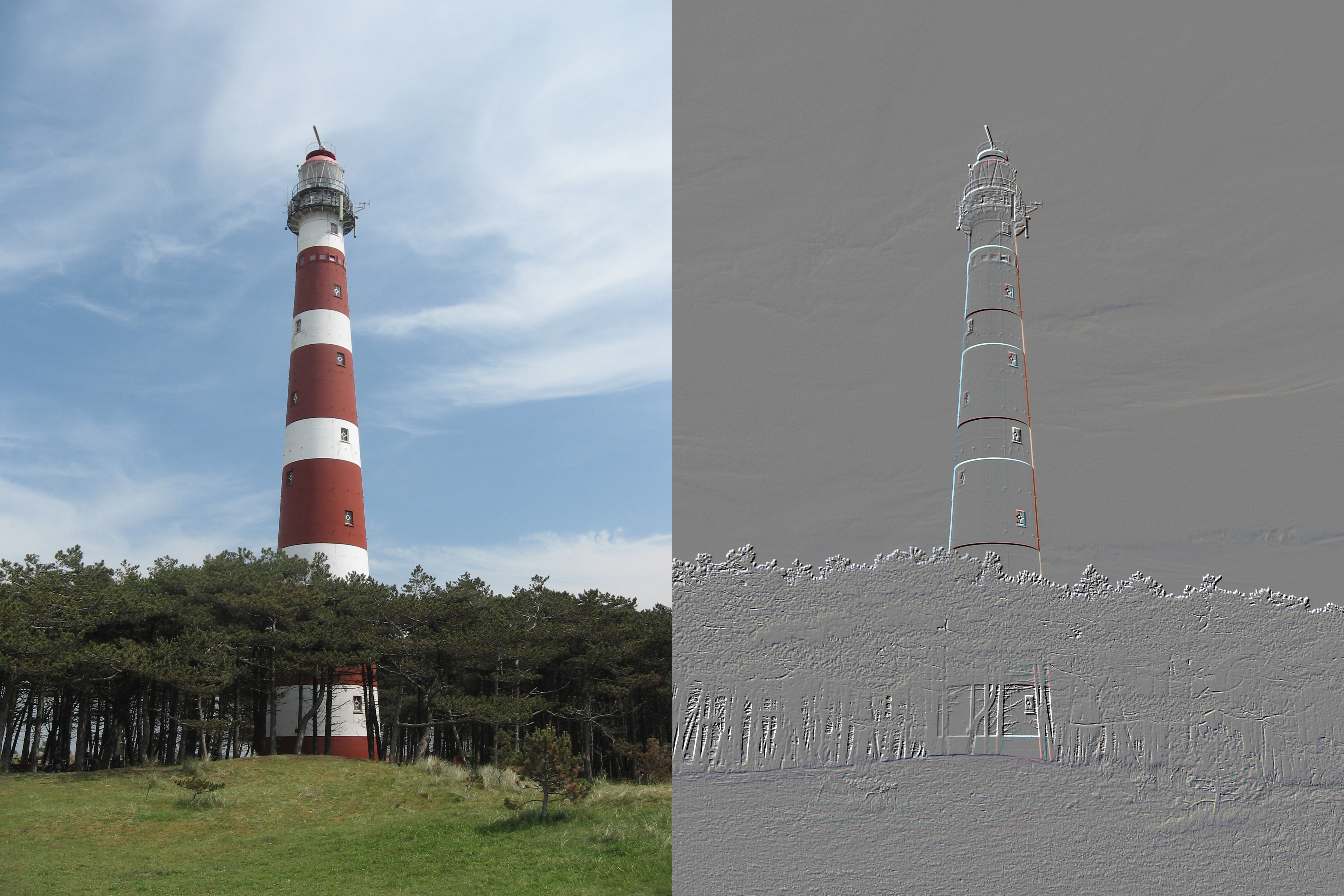
写真のエンボス処理結果

地図の山岳部などの陰影表現もエンボスと呼ばれる。かつてはエアブラシによる人手の作業であったが、コンピュータ画像処理により容易に精密なエンボス描写が可能になっている。
コンピュータによる画像処理ソフトウェアには画像データを「浮彫」状に変換したり文字列を立体的に表現するなどの機能を持つものがあり、その処理をエンボスという場合がある。
コンピュータのGUIではこの擬似的な視覚効果を利用し各要素に立体感を持たせることが行われる。ボタンであれば上の縁を明るく下の縁を暗くすることで凸状に出ている状態、逆にすることで押して凹んだ状態であると認識させることができる。